# Koniarovce
Koniarovce (bis 1948 slowakisch „Lovasovce“ – bis 1927 „Somorová-Lovasovce“; deutsch Lowasowitz, ungarisch Szomorlovászi – bis 1913 Lovásziszomorfalu und bis 1903 Lovászi) ist eine slowakische Gemeinde im Okres Topoľčany und im Nitriansky kraj mit 661 Einwohnern (Stand 31. Dezember 2024).

## Geographie
Die Gemeinde befindet sich im mittleren Teil des Hügellands Nitrianska pahorkatina, am rechten Ufer und der Flurterrasse der Nitra. Das Ortszentrum liegt auf einer Höhe von 152 m n.m. und ist 16 Kilometer von Topoľčany sowie 18 Kilometer von Nitra entfernt.
Nachbargemeinden sind Hrušovany im Norden, Dolné Lefantovce im Osten, Výčapy-Opatovce im Süden und Hruboňovo im Westen.

## Geschichte

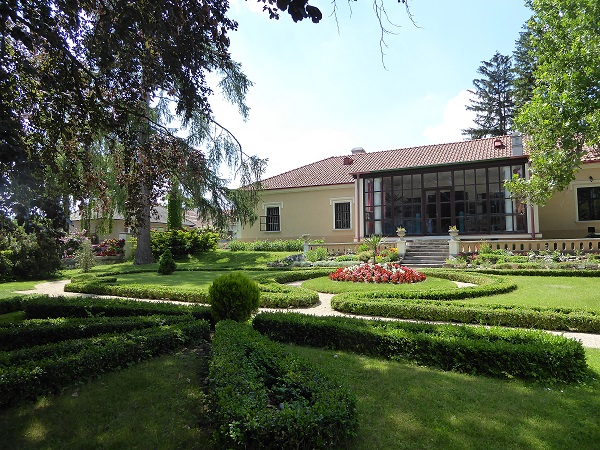
Landsitz in Koniarovce

Koniarovce wurde zum ersten Mal 1264 als Luaz schriftlich erwähnt und war Besitz der Prämonstratenser aus der Großen Schüttinsel, war aber schon im 11. Jahrhundert eine Siedlung der königlichen Pferdehalter. Nach 1295 gehörte das Dorf zum Herrschaftsgebiet des Erzbistums Gran, im 15. und 16. Jahrhundert der Herrschaft der Burg Gýmeš und im 17. Jahrhundert der Herrschaft Preseľany. Ab dem 15. Jahrhundert besaßen das Bistum Neutra und das Geschlecht Apponyi einen Teil der Ortsgüter, dazu kam im 18. Jahrhundert die Familie Zay. 1715 gab es Weingärten und acht Haushalte, 1787 hatte die Ortschaft 26 Häuser und 186 Einwohner, 1828 zählte man 37 Häuser und 275 Einwohner, die als Landwirte beschäftigt waren. 1903 wurde der ehemals selbständige Ort Somorová (erste Erwähnung 1356, ungarisch Szomorfalu) eingemeindet.
Bis 1918 gehörte der im Komitat Neutra liegende Ort zum Königreich Ungarn und kam danach zur Tschechoslowakei beziehungsweise heute Slowakei.

## Bevölkerung
| Jahr                | 1994 | 2004    | 2014    | 2024    |
| ------------------- | ---- | ------- | ------- | ------- |
| Anzahl der Personen | 623  | 625     | 648     | 661     |
| Unterschied         |      | +0,32 % | +3,68 % | +2,00 % |

| Jahr                | 2023 | 2024    |
| ------------------- | ---- | ------- |
| Anzahl der Personen | 662  | 661     |
| Unterschied         |      | −0,15 % |

Gemäß der Volkszählung 2011 wohnten in Koniarovce 623 Einwohner, davon 610 Slowaken und ein Ukrainer. Ein Einwohner gab eine andere Ethnie an und 11 Einwohner machten keine Angabe zur Ethnie.
584 Einwohner bekannten sich zur römisch-katholischen Kirche, drei Einwohner zur Evangelischen Kirche A. B., zwei Einwohner zur orthodoxen Kirche und ein Einwohner zu den Zeugen Jehovas. 15 Einwohner waren konfessionslos und bei 18 Einwohnern wurde die Konfession nicht ermittelt.

## Bauwerke und Denkmäler
- moderne Kirche Sieben Schmerzen Mariä
- Landsitz (Villa) aus dem 18. Jahrhundert, zwischen 1898 und 1900 umgebaut
- Kapelle im klassizistischen Stil aus dem 19. Jahrhundert